# Seznam škotskih matematikov
Seznam škotskih matematikov.

## A
- Alexander Anderson (1582 – 1620)

## B
- Thomas Barker (1838 – 1907)
- Eric Temple Bell (1883 – 1960)
- David Brewster (1781 – 1868)

## D
- Augustus De Morgan (1806 – 1871)

## E
- William Esson (1838 – 1916)

## F
- Andrew Russell Forsyth (1858 – 1942)

## G
- James Gregory (1638 – 1675)

## I
- James Ivory (1765 – 1842)

## K
- John Keill (1671 – 1721)
- Cargill Gilston Knott (1856 – 1922)

## M
- Hector Munro Macdonald (1865 – 1935)
- Alexander Macfarlane (1851 – 1913)
- Colin Maclaurin (1698 – 1746)
- James Clerk Maxwell (1831 – 1879)

## N
- John Napier (1550 – 1617)
- William Neile (1637 – 1670)
- William Nicol (1768 – 1851)

## R
- William John Macquorn Rankine (1820 – 1872)
- Abraham Robertson (1751 – 1826)
- Klaus Friedrich Roth (1925 – 2015)

## S
- James Short (1710 – 1768)
- James Stirling (1692 – 1770)

## T
- Peter Guthrie Tait (1831 – 1901)

## W
- James Watt (1736 – 1819)
- Alexander Wilson (1714 – 1786)